# Каледжидере
Каледжидере, Калайджидере или Каладжидере (на гръцки: Κασσιτερά, Каситера, на турски: Kalaycidere, Калайджидере) e село в Гърция, дем Марония-Шапчи, Гюмюрджинско в Беломорска Тракия.

## История
В XIX век Каледжидере е българско село в Гюмюрджинска кааза в Одринския вилает на Османската империя. Според „Етнография на вилаетите Адрианопол, Монастир и Салоника“, издадена в Константинопол в 1878 година и отразяваща статистиката на населението от 1873 година, Каледжидере (Kalaidjidere) има 250 домакинства и 1235 жители българи.
От 400 български къщи в началото на ХХ век. при гръцкото управление понастоящем е западнало и тук живеят само 30 души.
Според статистиката на професор Любомир Милетич в 1912 година в селото живеят 350 български екзархийски семейства.
Забележителен е манастирът „Свети Димитър“. Възрожденският храм започва да се строи в 1856 г. и окончателно е завършен в 1858 г. Днес кирилските надписи са напълно заличени.
До селото има порфирно полиметално медно-златно рудно находище, с високо съдържание на сребро, телур, бисмут и молибден и гранулати самородно злато.
| Църковно-училищни и революционни дейци | Църковно-училищни и революционни дейци |
| Име                                    | Бележка                                |
| -------------------------------------- | -------------------------------------- |
| 1. Вълчо Ракшиев                       |                                        |
| 2. Никола Ракшиев                      | брат на Вълчо                          |
| 3. Хаджи Шенко Николов                 |                                        |
| 4. Георги Тумбев                       |                                        |
| 5. Тойчо Ребров                        |                                        |
| 6. Вълко Копукат                       |                                        |
| 7. Янко Кирчев Палитов                 | свещеник                               |
| 8. Никола Илиев                        | свещеник                               |
| 9. Хаджи Вълчо Стоянов                 |                                        |
| 10. Никола В. Пехливанов               |                                        |
| 11. Тодор Карабекиров                  |                                        |
| 12. Вълчо Камушев                      |                                        |
| 13. Делчо Пехливанов                   |                                        |
| 14. Д. Д. Каладжиев                    |                                        |
| 15. Куртю И. Бакърджиев                |                                        |

При избухването на Балканската война в 1912 година 8 души от Каледжидере са доброволци в Македоно-одринското опълчение.
През Междусъюзническата война цялото село е опожарено от османски войски, 15 старци са избити, а 105-годишният Георги Грънчаря и внукът му Георги Караджов били живи набити на кол и след това изгорени. Отрядът на Вълчо Георгиев улеснява бягството на населението. Каледжидеренци се изтеглят в България и се настаняват в хасковските села, а Вълчо Георгиев — в село Ябълково. След сключването на Букурещкия и Цариградския мирен договор, Западна Тракия остава в България и бежанците от Каледжидере се завръщат. Едни се установяват в Шапчи, други в Ешакьой, Кайбикьой, Бекиркьой, Евренкьой, а някои в Гюмюрджина.
На 22 февруари 1923 г. жители на селата Чобанкьой и Калайджи дере са отведени под усилена стража от гръцки военни на заточение по егейските острови.

## Личности
Родени в Каледжидере
- Хаджи Вълчо Стоянов – Пирин, член на ВТРО и на Кърджалийския окръжен революционен комитет към 1931 година[11]
- Вълчо Хаджиев виден български революционер от ВМОРО
- Димитър Бешков, български опълченец, на 19 април 1877 година постъпва в IV рота на I дружина на Българското опълчение, уволнен е на 1 юли 1878 година[12]
- Енчо (Яне, Яни) Ангелов, македоно-одрински опълченец, 36-годишен, градинар, 4 рота на 10 прилепска дружина, 3 рота на 11 сярска дружина[13]
- Петко Радев – Малък Петко, съратник и побратим на Капитан Петко войвода
- Русин Ребров (1911 – ?), български комунист[14]
- Яне Ангелов, македоно-одрински опълченец, 33-годишен, работник, 4 рота на 10 прилепска и 3 рота на 11 сярска дружина[15]